# Escadron de transport 3/61 Poitou

L'escadron de transport 3/61 Poitou est une unité de transport de Armée de l'air française équipée de DHC-6 Twin Otter, de Lockheed C-130 Hercules et d'Airbus A400M Atlas  stationnée à la base aérienne 123 Orléans-Bricy.
Le 3/61 est l'unité de transport aérien mise à la disposition du Commandement des opérations spéciales.

## Historique

### Origines
Le groupe de transport 4/15 «Poitou » est créé le 10 mai 1945 à Lyon. Équipé de Beechcraft UC 45, il réalise de nombreuses missions de liaison. En octobre, l’unité s’implante à Chartres, au terrain de la Base aérienne 122 Chartres-Champhol. Avec les Toucan (version française du Junkers Ju 52) reçus en juillet 1946, l’Afrique-Occidentale française est désormais à portée d’hélices.

### Indochine
Le « Poitou » devient en juillet 1947 le groupe de transport 3/61. Une grande partie de son personnel rejoint en octobre la Base aérienne 190 Bach Mai en Indochine pour constituer le groupe de marche 3/64 « Tonkin ». Destinés à renforcer le groupement tactique nord d’Extrême-Orient, ces équipages s’illustrent au cours d’opérations d’aérolargage et d’aéroportage particulièrement périlleuses. Aussi, en raison de cet effectif diminué, l’activité du « Poitou » se résume à la transformation de pilotes sur Ju 52. En fin d’année, le premier DC 3 poitevin se pose à la base aérienne 122 Chartres-Champhol. Après avoir réalisé 850 missions de guerre en 3 000 heures de vol, les équipages du « Tonkin » sont réintégrés le 22 juillet 1948 au « Poitou ». Les activités de ce dernier reprennent alors.

### Orléans
Le « Poitou » s’installe en octobre 1953 à la base aérienne 123 Orléans-Bricy et se nomme désormais escadron de transport 3/61. Il s’équipe au mois de décembre de Noratlas 2501. Cet appareil inaugure alors une ère nouvelle qui voit l’unité se distinguer sur tous les continents.
Le 20 mars 1969, le groupe mixte de transport 00.059 « Orléans » est créé à Fort-Lamy. Le « Poitou » est alors mis en sommeil et son personnel est désigné pour constituer cette unité au Tchad. L’année suivante de nombreux équipages de l’ « Orléans » rejoignent la France afin d’assurer la réorganisation du « Poitou ».
En 1971, l’escadron, qui accueille ses premiers C-160 Transall, est désormais à même de réaliser des missions parmi les plus diversifiées, dans le monde entier. En particulier, le 19 mai 1978 un appareil du « Poitou » largue des éléments du deuxième Régiment étranger parachutiste sur la ville de Kolwezi au Zaïre, afin d’assurer la sécurité et l’évacuation des ressortissants européens durant la bataille de Kolwezi.
En 1993, le groupe opérations spéciales transport (GOST) est créé au sein de l'escadron. Cette entité se distingue par les modes d'action non conventionnelle qu'elle s'emploie à maîtriser. Le GOST ne tarda pas à s'illustrer, en particulier au Rwanda en 1994 (opération Turquoise), aux Comores en 1995 (reddition du célèbre mercenaire Bob Denard).
La fin de la guerre froide a provoqué d'importants bouleversements géopolitiques qui ont entraîné la prolifération de conflits régionaux de basse intensité. Cette nouvelle donne géostratégique a permis au Poitou de connaître un quotidien opérationnel riche. Il a notamment participé aux opérations Trident (Kosovo), Licorne (Côte d'Ivoire), Artémis (République démocratique du Congo), Héraclès (Afghanistan).
Le 6 octobre 2004, dans le cadre de l'opération aéroportée « Determined Commitment 04 », démonstration de force au Kosovo, le Poitou reçoit le commandement d'un dispositif de sept C-160 pour procéder au largage de 350 parachutistes.
En janvier 2005, lors de l'opération Béryx, deux Transall poitevins sont déployés à Medan, dans l'île de Sumatra, en Indonésie, pour secourir la population locale durement éprouvée par le tsunami.
En 2006, le « Poitou » connaît une réorganisation profonde en devenant la seule unité de l’Armée de l’air à mettre en œuvre simultanément différents aéronefs de transport (Lockheed C-130 Hercules, C-160 Transall jusqu'en 2022 et son remplacement par l'A400 M et Twin Otter) dédiés aux opérations spéciales.
L'escadron a hérité du patrimoine des traditions de trois unités de la Première Guerre mondiale, précurseurs du bombardement de nuit : les escadrilles F 118 (Hibou ouvert, escadrille d'Hercules), F 119 (Chauve-souris, escadrille d'A400 M) et F 121, depuis 2013 (Hibou, escadrille de deux Twin-Otter),.
L’emploi de ces moyens aériens relève désormais du Commandement des opérations spéciales (COS), structure interarmées qui est chargée de la conduite des missions spéciales. Dès lors, le « Poitou », grâce à sa maîtrise de capacités tactiques innovantes, dont le vol au moyen de jumelles de vision nocturne, s’est affirmé comme un outil de combat performant. Il n’a cessé de se distinguer lors d’opérations menées essentiellement en Afrique et en Afghanistan. Cette expérience opérationnelle est mise à profit pour favoriser l’innovation et l’utilisation de matériels nouveaux afin d’élargir encore son champ de compétences.

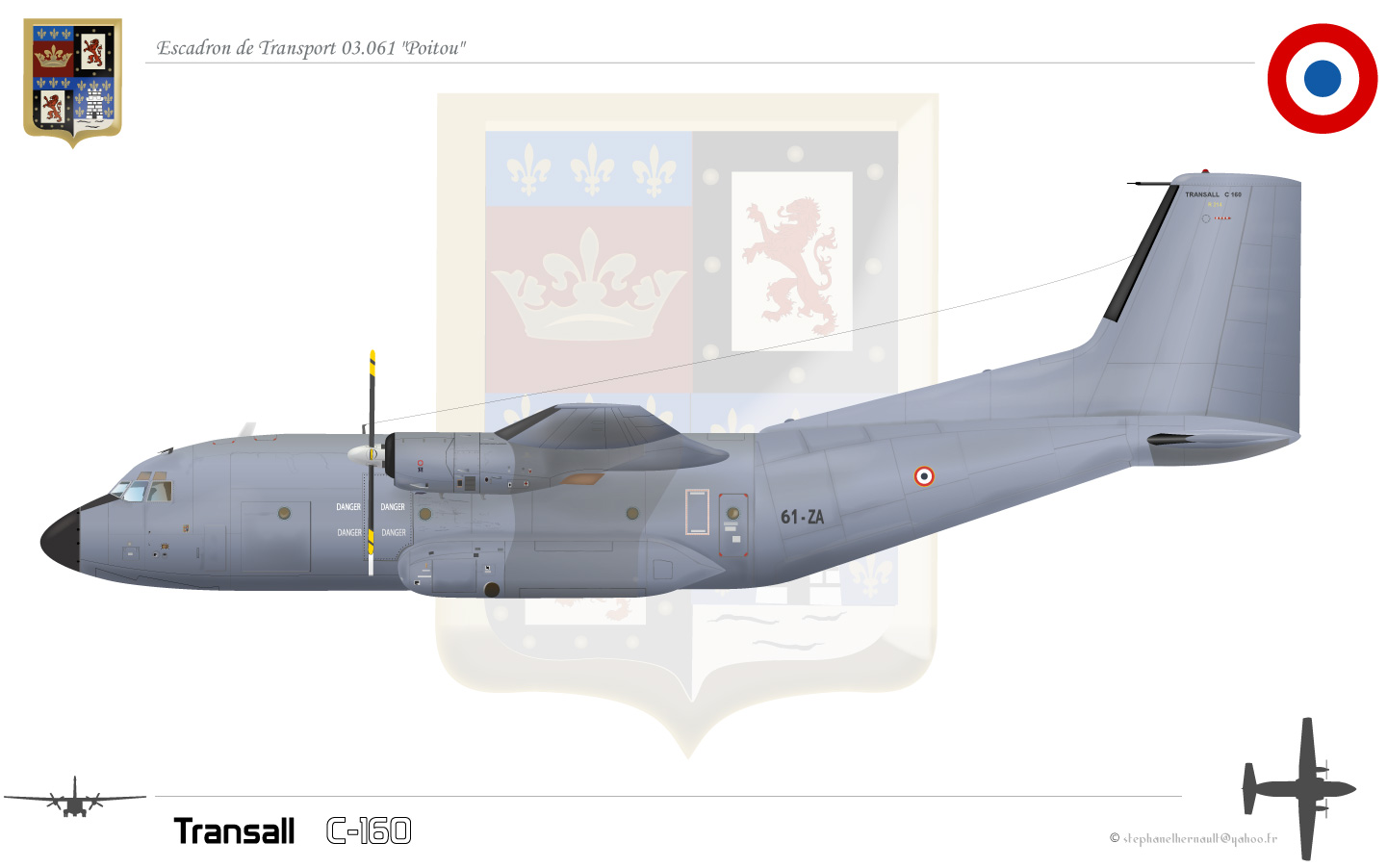
Transall C160 F escadron "Poitou" (avant 2022).

## Appellations successives
- Groupe de Transport IV/15 Poitou : du 10 mai 1945 au 1er juillet 1947 ;
- Groupe de Transport III/61 Poitou : 1er juillet 1947 au 1er octobre 1953 ;
- Escadron de Transport 3/61 Poitou : à partir du 1er octobre 1953.

L'escadron Poitou est rattaché à la 61e escadre de transport du 1er avril 1946 au 31 juillet 1996et à la 62e escadre de transport depuis la re-création de celle-ci le 5 septembre 2017.

## Bases aériennes successives
- BA 111 de Lyon-Bron : du 10 mai 1945 à janvier 1946 ;
- BA 122 de Chartres : de janvier 1946 au 1er octobre 1953 ;
- BA 123 d'Orléans depuis le 1er octobre 1953.

## Appareils actuels
- Airbus A400M Atlas[2] ;
- C-130 Hercules ;
- Deux DHC-6 Twin Otter.